# Джонні Воррен
Джон Норманн Воррен (англ. John Norman Warren; 17 травня 1943, Сідней, Австралія — 6 листопада 2004, Сідней, Австралія) — австралійський футболіст, тренер, письменник та коментатор. півзахисник. Відомий як Капітан Сокеру за свою пристрасну роботу з просування гри в Австралії. На честь Джонні Ворена створена Медаль, яка вручається найкращому футболісту A-Ліги. Володар Ордена Британської імперії та Ордена Австралії.

## Ранні роки
Вирісм у передмісті Сіднея, Ботані. Окрім Джонні родина виховала також два старших брата, Джоффа та Росса.
Він відвідував середню школу Клівленда Сент-Сюррі-Гіллз, згодом став віце-капітаном школи.

## Клубна кар'єра
Вихованець молодіжних академій клубів «Ботані Методист» та «Ірлвуд Вондерерз». У 1959 році 15-річний Воррен приєднався до «Кентербері-Марріквілля». Спочатку виступав за третю команду клубу, але того ж року талановитого нападника перевели до першої команди.
У 1963 році Джонні перейшов до «Сент-Джордж-Будапешт». За період 12-річного перебування у «Сент-Джордж-Будапешт» виграв три чемпіонства Прем'єр-ліги штату Новий Південний Уельс, одного разу прем'єршип та два кубки штату. Востаннє на футбольне поле виходив відзначився переможним голом у Великому фіналі. Відразу після голом залишив футбольне поле.

## Кар'єра в збірній
У футболці національної збірної Австралії дебютував у листопаді 1965 року в поєдинку проти Камбоджі в Пномпені. Зіграв 42 матчі за збірну, в тому числі й на чемпіонаті світу 1974 року.
У 1967 року в поєдинку проти Нової Зеландії в Сайгоні з капітанською пов'язкою вивів збірну Австралію на футбольне поле. Загалом з капітанською зіграв 24 матчі в збірній Австралії.

### Голи за збірну
| 1.                      | 5 листопада 1967  | Цонг Гоа, Сайгон, Південний В'єтнам | Нова Зеландія     | 5–3 | Перемога | Кубок Хана Куока 1967              |
| 2.                      | 7 листопада 1967  | Цонг Гоа, Сайгон, Південний В'єтнам | Південний В'єтнам | 0–1 | Перемога | Кубок Хана Куока 1967              |
| 3.                      | 11 листопада 1967 | Цонг Гоа, Сайгон, Південний В'єтнам | Сінгапур          | 5–1 | Перемога | Кубок Хана Куока 1967              |
| 4.                      | 14 листопада 1967 | Цонг Гоа, Сайгон, Південний В'єтнам | Південна Корея    | 2–3 | Перемога | Кубок Хана Куока 1967              |
| 5.                      | 29 листопада 1969 | Ештадіу Салазар, Мапуту, Мозамбік   | Родезія           | 1–3 | Перемога | кваліфікація чемпіонату світу 1970 |
| 6.                      | 9 жовтня 1972     | Сенаян, Джакарта, Індонезія         | Нова Зеландія     | 3–1 | Перемога | Товариський матч                   |
| 7.                      | 29 жовтня 1972    | Маніла, Філіппіни                   | Філіппіни         | 0–6 | Перемога | Товариський матч                   |
| Станом на 21 січня 2016 |                   |                                     |                   |     |          |                                    |

## Кар'єра тренера
У 1974 році був граючим тренером «Сент-Джордж-Будапешт».
З 1977 по 1978 рік призначений головним тренером клубу «Канберра Сіті».

## По завершенні кар'єри

### Телебачення
Джонні Воррен футбольним коментаторам на каналах Australian Broadcasting Corporation (ABC) та Special Broadcasting Service (SBS). Саме на SBS зарекомендував себе як футбольний аналітик, беручи участь у різноманітних телевізійних програмах, включаючи On the Ball та The World Game.

У 1997 році Джонні відкрито заплакав по національному телебаченню, коли два голи в кінцівці матчу проти Ірану встановили нічийний (2:2) рахунок у фінальному поєдинку кваліфікації чемпіонату світу та вивів Іран на Чемпіонат світу 1998 року. 

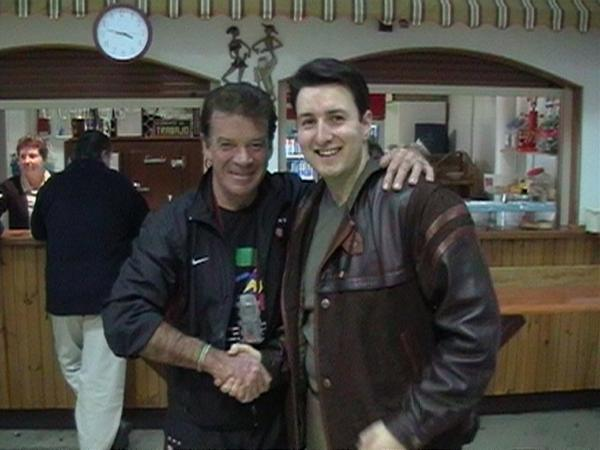
Джонні Ворен на фоторо разом з Морісом Новоа в Уругвайському соціальному клубі.

### Золотий Грек
Перебуваючи в Канберрі, Джон та його ділові партнери придбали контрольний пакет Центром функціонування та розваг «Золотий Грек, який базується в Gold Creek Homestead (розташований у сучасному Нгуннавалі)». Функціональний центр був одним із головних стадіонів Столичного регіону.
Протягом 1980-х та на початку 1990-х роках численні міжнародні відвідувачі, в тому числі гравці юнацької збірної Бразилії U-19, приїздили до «Золотого Грека», щоб спробувати свої сили на Австралійському континенті. Щорічно в «Золотому Греку» проводяться тренувальні збори під егідою Австралійської федерації футболу. За десять років понад 10 000 підлітків з усієї країни пройшли двотижневі тренувальні збори.

### Конфронтація з ОФК
Джонні Воррен часто відстоював позицію за розформування Конфедерації футболу Океанії (ОФК), стверджуючи, що ОФК нічого не запропонував ні світовому футболу, ні націям, які входять до конфедерації. Про відсутність конкуренції в ОФК свідчать результати кваліфікаційних змагань Чемпіонату світу 2002 року, які складали 11:0, 22:0 та 31:0 у протистоянні з суперниками з ОФК. На той час в ОФК не було прямої путівки через кваліфікацію до чемпіонату світу. Тому переможцю зони ОФК доводилося зіграти ще один матч плей-оф на вибування з представником Південної Америки або Азії, щоб вибороти останнє місце для участі в чемпіонаті світу. Джонні виступав за злиття ОФК та Азійською конфедерацією футболу (АФК), яка дозволила б представникам ОФК постійно грати в кваліфікаційних турнірах чемпіонату світу, а не у матчі плей-оф на вибування. Після звіту Крофорда, членом комітету якого він був, Австралія приєдналася до АФК у 2006 році.

### Боротьба за національний успіх
Публічне переконання Воррена полягало в тому, що якщо сильна спортивна традиція Австралії була орієнтована на спорт, то Австралія може стати світовою силою в грі. Однією з його відомих цитат з цього приводу було «Мені важко сказати: «Коли ми збираємося претендувати на [перемогу в] чемпіонаті світу?» Коли ми збираємося виграти Кубок світу? ... Називай мене мрійником». Його коментарі з’явились незабаром після того, як Австралія перемогла Англію 3:1 у товариському матчі за участі основними гравцями англійської збірної (незважаючи на 11 замін, зробленими в перерві) та декількома перемогами у Кубка Конфедерацій над Францією та Бразилією, в якому Австралія посіла третє місце на Кубку конфедерацій 2001 року в переможному матчі плей-оф проти Бразилії (1:0).
Джонні заявив, що ці результати показали, що Австралія була набагато потужнішою футбольною збірною, ніж багато хто вважав. На той час в Австралії домінувала на чемпіонатах світу в інших видах спортах — регбі-юніон, регбіліг та крикет.
У 2002 році Воррен опублікував найбільш продавану книгу «Шейлас, Уогс і Пуфтерс, неповна біографія Джонні Уоррена та Футбол в Австралії», яка простежила зростання Футбольної асоціації в Австралії, особливо в роки Другої світової війни. У заголовку йдеться про передбачуване сексистське, расистське та гомофобне ставлення до футболу, яке часто демонструється багатьма австралійцями, а особливо великими міськими засобами масової інформації Австралії протягом цього періоду.
Тим не менше, Воррен передбачив, що збірна Австралії досягне стабільних міжнародних успіхів. Він чудово висловив бажання сказати «я тобі це сказав» недоброзичливцям команди.

## Смерть
Будучи інтенсивним активним курцем протягом більшої частини свого життя, у 2003 році Воррен публічно оголосив, що йому поставили діагноз рак легенів. Через декілька місяців президент ФІФА Йозеф Блаттер вручив ослабленому Джонні орден «За заслуги» Столітнього ювілею ФІФА за його матчі в футболці національної збірної Австралії.
Його останній публічний виступ відбувся під час відкриття ребрендованої австралійської футбольної ліги — А-Ліга, яка замінила попередню Національну футбольну лігу.
За декілька тижнів до смерті Воррена запитали, яким він хоче бачити його спортивне надбанням — його відповідь «Я сказав тобі так», фраза, яка стала накруткою в австралійському футболі і під час чемпіонату світу з футболу 2006 року з'явилася на табло в фон-студії Світового кубка SBS.
Воррен помер від респіраторних ускладнень, пов’язаних з раком, 6 листопада 2004 року в Королівському госпіталі імені Принца Альфреда в Сіднеї. Йому було присуджено повний державний похорон, перший для спортсмена.
У Джонні залишилася єдина дитина Шеннон Лі Воррен (доньку Донни Гілбертсон) та чотири онуки Райлі, Наташа, Тейла та Ріанна.

## Документалістика
Документальний фільм «Футбольна місія Джонні Воррена», який вийшов у 2006 році, містить інтерв'ю з колишніми товаришами по команді, родиною, друзями та футбольними журналістами.

## Футбольна колекція Джонні Воррена
У 2005 році родина Джонні Воррена подарувала Національному музею Австралії Колекцію з 503 предметів пам’яток. Колекція включає футбольну форму, медалі, записки та трофеї. Національний музей в 2010 році віддав данину Воррену з «Я так вам сказав: Джонні Воррен і футбол в Австралії», показ якого збігається з чемпіонатом світу.
Паб Джамберу (Південне узбережжя Нового Південного Уельсу, Австралія) належить та управляється членами родини Воррена. Бистро/їдальня частина готелю — це «святиня», присвячена Джонні Уоррену, і містить медалі, фотографії, нагороди та інші пам’ятні речі про його життя.

## Досягнення

### Клубні
«Кентербері-Марріквілі»
- Великий фінал чемпіонату штату Новий Південний Уельс
  -  Фіналіст (1): 1960

«Сент-Джордж-Будапешт»
- Чемпіонат штату Новий Південний Уельс
  -  Чемпіон (1): 1972

### Індивідуальні
- Член ордена Британської імперії: 1974
- Зал спортивної слави Австралії: 1988[18]
- Зала слави Федерації футболу Австралії: 1999
- Спортивна медаль Австралії: 2000
- Медаль століття Австралії: 2001
- ACT Спортивний зал індуктивного слави: 2002
- Медаль Ордена Австралії: 2002
- Орден Століття «За заслуги» (ФІФА)
- Медіа-нагороди Австралійської комісії з питань спорту — Нагорода за все життя: 2004
- Вулиця Джона Воррена в передмісті Сіднея в Гленвуді названа на його честь[19].
- Статуя Перший австралійський футболіст на «Сідней Крикет Граунд»: 27 березня 2016 року[20].